# Zdětín (ort i Tjeckien, Olomouc)
Zdětín är en ort i Tjeckien.   Den ligger i regionen Olomouc, i den östra delen av landet, 200 km öster om huvudstaden Prag. Zdětín ligger 345 meter över havet och antalet invånare är 295.
Terrängen runt Zdětín är kuperad åt nordväst, men åt sydost är den platt. Terrängen runt Zdětín sluttar österut.Runt Zdětín är det tätbefolkat, med 297 invånare per kvadratkilometer. Närmaste större samhälle är Prostějov, 9,6 km öster om Zdětín. Trakten runt Zdětín består till största delen av jordbruksmark.